# Neosilurus gjellerupi
Neosilurus gjellerupi es una especie de peces de la familia Plotosidae en el orden de los Siluriformes.

## Morfología
• Los machos pueden llegar alcanzar los 30 cm de longitud total.

## Subespecies
- Neosilurus gjellerupi coatesi (Allen, 1985
- Neosilurus gjellerupi gjellerupi (Weber, 1913.[3]

## Distribución geográfica
Es un endemismo de Papúa Nueva Guinea.